# Marco Ruben
Marco Gastón Ruben (Capitán Bermúdez, Argentina, 26 d'octubre de 1986) és un futbolista argentí que juga actualment al Rosario Central.